# Cziegler-ház (Brassó)
A brassói Cziegler-ház a Főtér déli részén, az úgynevezett Gyümölcssoron álló reneszánsz stílusú, kétszintes épület. Főként arról nevezetes, hogy ezen a helyen volt a város elsőként, 1512-ben említett gyógyszertára. A 18. században Andreas Cziegler kereskedő otthona volt, jelenleg az evangélikus egyház tulajdona.

## Története
Az okmányok már 1512-ben megemlítenek ezen a helyen egy gyógyszertárat; egy officinát, amely a kolostorok és nemesi udvarok létesítményeihez hasonlóan kiszolgálta a középkori város lakosságát. Kezdetleges eszközökkel többféle gyógyszert, tinktúrát, elixírt, parfümöt állítottak elő. A gyógyszertárnak külön könyvtára is volt, és a hátsó udvar kertjében termesztették a gyógynövényeket. 1520-ban név szerint említik az itt dolgozó Johannes de Monaco Aromatorius patikust. Az épületet 1635-ben kijavították; ekkor két bejáratot említenek: egyik a Főtérre, a másik a templomudvarra nyílt.
A ház – a belváros legtöbb más épületéhez hasonlóan – leégett az 1689-es tűzvészben. Egy korabeli beszámoló szerint erről az épületről terjedt át a tűz a Fekete templomra, ezért a városvezetés közel egy évszázadig nem engedélyezte, hogy az újjáépített házaknak templomudvarra néző ablakaik legyenek. Más szemtanúk szerint a Fekete templomot belülről gyújtották fel a tűzvészt bosszúból előidéző Habsburgok.
1741-ben Thomas Tartler krónikás wüssten Apotheke, vagyis „ismert patika” néven említi az épületet. Egy 1781-es jegyzőkönyv szerint Andreas Cziegler kereskedő-polgár (bürgerliche Kaufmann), a ház akkori tulajdonosa a városvezetés engedélyét kérte az épület átépítésére és kibővítésére. 1826 körül a román Radu Orghidan nagykereskedő tulajdona lett, aki ismét átépíttette. 1850-ben megvásárolta a Brassói Általános Takarékpénztár.
1875 körül a szász evangélikus egyházközség költözött ide, elcserélve a korábban birtokolt Kolostor utcai házát a takarékpénztárral. 1890 körül itt működött a Zum edlen Ritter (A nemes lovaghoz) vendéglő. 1948-ban államosították az épületet, majd az 1989-es rendszerváltás után visszakerült az evangélikus egyház tulajdonába. A 2000-es évek végén restaurálták; felújítása kétszer többe került, mintha egy új épületet emeltek volna.

## Leírása
Reneszánsz stílusú, kétszintes épület a Főtér és a Honterus-udvar határán; szomszédos a Hiemesch-házzal. A romániai műemlékek jegyzékében a BV-II-m-A-11575 sorszámon szerepel. Jelenleg is itt van az evangélikus gyülekezet (Honterusgemeinde) székhelye és kincstára.
A megyei múzeumban megtekinthető az egykori gyógyszertár néhány edénye és egy 1669-ben kelt recept.